# Bârzeiu de Gilort, Gorj
Bârzeiu de Gilort este un sat în comuna Albeni din județul Gorj, Oltenia, România.
În sat se află biserica de lemn cu hramul „Sf. Gheorghe“, construită între anii 1799-1800.